# قصف إربين
بحلول السادس من آذار/مارس 2022 وابتداءً من الساعة 9:30 صباحًا حتى الـ 2 مساءً بالتوقيت المحلي، قصفت القوات المسلحة الروسيّة بشكل عشوائي ومتكرر تقاطعًا في مدينةِ إربين كان يستخدمهُ مئات المدنيين للفرارِ إلى العاصمة كييف. كان هذا القصفُ جزءًا من الهجوم الروسي على إربين، خلال الغزو الروسي لأوكرانيا عام 2022. تسبَّبَ استهدافُ التقاطع في مقتلِ ثمانية مدنيين، من بينهم أسرة مكوّنة من أربعة أفراد قُتلت في هجومٍ بقذائف الهاون.

## التاريخ
لاحظت هيومن رايتس ووتش أنه كان هناك عشرات من أفراد قوات الأمن الأوكرانيّة عند التقاطع، لكن عددهم كان أقلَّ بكثيرٍ من عددِ المدنيين بينهم، ومع ذلك فقد أطلقت القوات الروسيّة مقذوفات متفجّرة على التقاطع على وجه التحديد، وكرَّرت عمليات الاستهداف مرارًا وتكرارًا كل 10 دقائق تقريبًا. خلصت هيومن رايتس ووتش إلى أنَّ القوات الروسية انتهكت التزاماتها بموجبِ القانون الإنساني الدولي بعدم شنّ هجمات عشوائيّة تضرُّ بالمدنيين، وفشلت في اتخاذ جميع التدابير الممكنة لتجنّبِ وقوع إصاباتٍ في صفوفهم.
أكَّد مراسلو نيويورك تايمز في الموقع أنَّ القوات الأوكرانية أطلقت قذائف هاون باتجاه القوات الروسيّة من موقع عسكري على بعد 180 مترًا من التقاطع، كما ذكرت منظمة هيومن رايتس ووتش أنَّ القوات الأوكرانية ملزمة أيضًا باتخاذ جميع الاحتياطات الممكنة لتجنّب أو تقليل الضرر بالمدنيين، وتشمل هذه الاحتياطات تجنّب الارتكاز في منطقة يُوجد بها مدنيون، ومنعهم من دخول مناطق القتال الفعلي.
خلصت هيومان رايتس ووتش إلى أنَّ كلا الجانبين في هذا الصراع ملزمانِ باتخاذ جميع الخطوات الممكنة لتجنّبِ إلحاق الأذى بالمدنيين والسماح للسكان بالإخلاء بأمان، كما أكَّدت على ضرورة أن تكون التحقيقات الدولية حازمة حتى تُرسل رسالة إلى المسؤولين عن الهجمات المتهورة والعشوائية بأنهم قد يواجهون العدالة في يومٍ من الأيام.